# Citharichthys stampflii
Citharichthys stampflii är en fiskart som först beskrevs av Steindachner, 1894.  Citharichthys stampflii ingår i släktet Citharichthys och familjen Paralichthyidae. Inga underarter finns listade i Catalogue of Life.